# Saint-Martin (Gers)
Saint-Martin is een gemeente in het Franse departement Gers (regio Occitanie) en telt 420 inwoners (1999). De plaats maakt deel uit van het arrondissement Mirande.

## Geografie
De oppervlakte van Saint-Martin bedraagt 9,1 km², de bevolkingsdichtheid is 46,2 inwoners per km².
De onderstaande kaart toont de ligging van Saint-Martin (Gers) met de belangrijkste infrastructuur en aangrenzende gemeenten.

## Demografie
Onderstaande figuur toont het verloop van het inwonertal (bron: INSEE-tellingen).